# Nippo jisho
Vocabvlario da Lingoa de Iapam
Cette page contient des caractères spéciaux ou non latins. S’ils s’affichent mal (▯, ?, etc.), consultez la page d’aide Unicode.

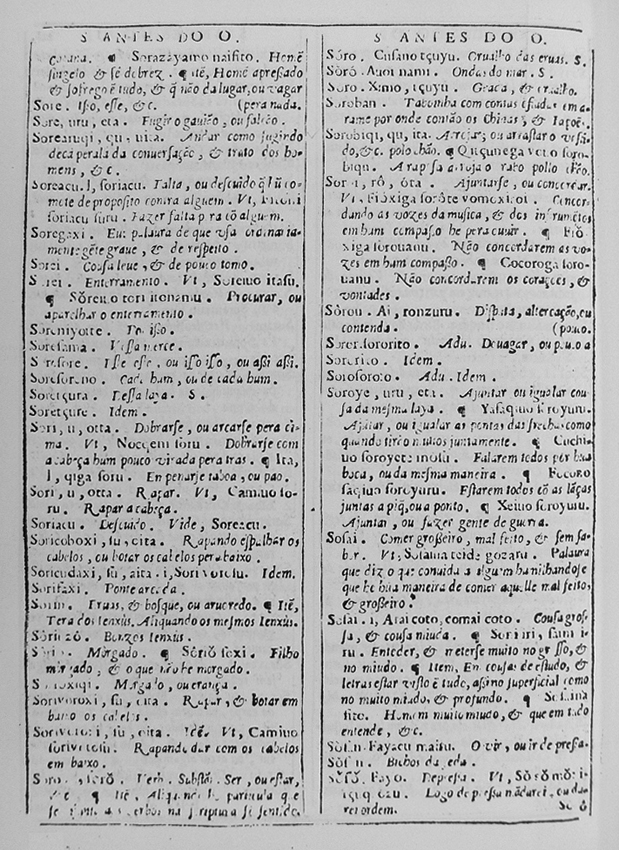
Page du Nippo jisho.

Le Nippo jisho (日葡辞书), littéralement le Dictionnaire japonais-portugais, ou Vocabvlario da Lingoa de Iapam (Vocabulário da Língua do Japão en portugais moderne) était un dictionnaire du japonais vers le portugais composé par les missionnaires jésuites et publié à Nagasaki, au Japon, en 1603. Le père João Rodrigues (1562-1633) est reconnu comme en étant l'auteur principal.
Il contient des entrées pour 32 293 mots japonais en portugais. Seules quatre copies de l'édition originale de 1603 existent encore. Des éditions en fac-similé ont été publiées au Japon en 1960 par Iwanami Shoten, et à nouveau en 1973 et 1975 par les Éditions Bensey. La reproduction Bensey est généralement considérée comme la plus claire et la plus lisible. Une traduction en espagnol est publiée en 1630 à Manille, ainsi qu'une traduction en français, en 1869, et une traduction en japonais, en 1980 (par Iwanami Shoten). Il n'existe pas de traduction en anglais.